# دانمارک-نروژ
دانمارک-نروژ (به دانمارکی و نروژی: Danmark-Norge؛ به آلمانی: Dänemark-Norwegen) اصطلاحی در اشاره به یک پادشاهی متحده چندملیتی و چندزبانی در سده‌های شانزده تا نوزدهم میلادی است که شامل دو پادشاهی دانمارک، پادشاهی نروژ (و مستعمراتش در آن زمان ازجمله جزایر فارو، ایسلند، گرینلند)، دوک‌نشین شلسویگ و دوک‌نشین هولشتاین می‌شد. به دنبال فروپاشی اتحاد کالمار در ۱۵۲۳، دو پادشاهی دانمارک و نروژ در ۱۵۳۷ به یکدیگر پیوستند. این اتحادیه همچنین ادعای حاکمیت بر سه قوم تاریخی فریسی‌ها، گوت‌ها و وندها را داشت و صاحب چندین مستعمرات فرادریایی به نام‌های ساحل زرین دانمارک، هند دانمارک (جزایر نیکوبار، سرمپور، تارنگامبادی) و هند غربی دانمارک بود. این اتحادیه در زمان خود به نام‌های قلمرو دانمارک-نروژ (Det dansk-norske rige)، قلمروهای دوقلو (Tvillingerigerne) یا سلطنت اولدنبورگ (Oldenburg-monarkiet) شناخته می‌شد.
ساکنان این پادشاهی عمدتاً دانمارکی‌ها، نروژی‌ها و آلمانی‌ها بودند و جمعی از فاروئی‌ها، ایسلندی‌ها و اینوئیت‌ها را در متصرفات فرادریایی نروژ، یک اقلیت سامی در شمال نروژ و نیز دیگر مردمان بومی را در خود جای داده بود. شهرهای اصلی دانمارک-نروژ کپنهاگ، کریستیانیا (اسلو)، التونا، برگن و تروندهایم بودند و زبان‌های رسمی آن دانمارکی و آلمانی بودند؛ اما زبان‌های نروژی، ایسلندی، فارویی، سامی و گرینلندی نیز به صورت محلی صحبت می‌شدند.
در سال ۱۳۸۰، اولاف دوم پس از مرگ پدرش هاکون ششم نروژ که با مادر اولاف، مارگرت یکم ازدواج کرده بود، تاج‌وتخت نروژ را با عنوان اولاف چهارم به ارث برد. مارگرت یکم از زمان مرگ پسرش در سال ۱۳۸۷ تا زمان مرگ خودش در ۱۴۱۲، ملکه حاکم نروژ بود. سه کشور دانمارک، نروژ و سوئد اتحادیه کالمار را در سال ۱۳۹۷ تشکیل دادند. پس از خروج و استقلال سوئد در سال ۱۵۲۳، این اتحادیه عملاً منحل شد. از سال ۱۵۳۶ یا ۱۵۳۷، دانمارک و نروژ یک اتحادیه شخصی تشکیل دادند که در نهایت در سال ۱۶۶۰، به کشوری یکپارچه تبدیل شدند. این کشور در آن زمان گاهی به عنوان «قلمروهای دوقلو» شناخته می‌شد و مورخان مدرن آن را دانمارک-نروژ می‌نامند. تا پیش از ۱۶۶۰، دانمارک-نروژ از منظر قانونی یک پادشاهی انتخابی بود که در آن قدرت پادشاه تا حدودی محدود بود. اما از آن پس، این کشور به یکی از سختگیرانه‌ترین سلطنت‌های مطلقه در تمام اروپا تبدیل شد.
اتحادیه دانمارک-نروژ تا سال ۱۸۱۴ و زمانی که معاهده کیل مقرر کرد که نروژ (به جز جزایر فارو، ایسلند و گرینلند) به سوئد واگذار شود، ادامه یافت. با این حال، این پیمان توسط نروژ به رسمیت شناخته نشد و در جنگ سوئد و نروژ (۱۸۱۴) در برابر این تلاش مقاومت کرد. پس از آن، نروژ تا سال ۱۹۰۵ وارد یک اتحادیه شخصی بسیار سست‌تر با سوئد شد تا اینکه این اتحادیه به‌طور مسالمت‌آمیز منحل شد.